# Блерсвил (Мисури)
Блерсвил (енгл. Blairstown) град је у америчкој савезној држави Мисури.

## Демографија
По попису из 2010. године број становника је 97, што је 44 (-31,2%) становника мање него 2000. године.
| Група             | 2000.       | 2010.      |
| Белци             | 134 (95,0%) | 85 (87,6%) |
| Афроамериканци    | 1 (0,7%)    | 0 (0,0%)   |
| Азијати           | 0 (0,0%)    | 0 (0,0%)   |
| Хиспаноамериканци | 5 (3,5%)    | 2 (2,1%)   |
| Укупно            | 141         | 97         |